# 㹨川流域横穴墓群

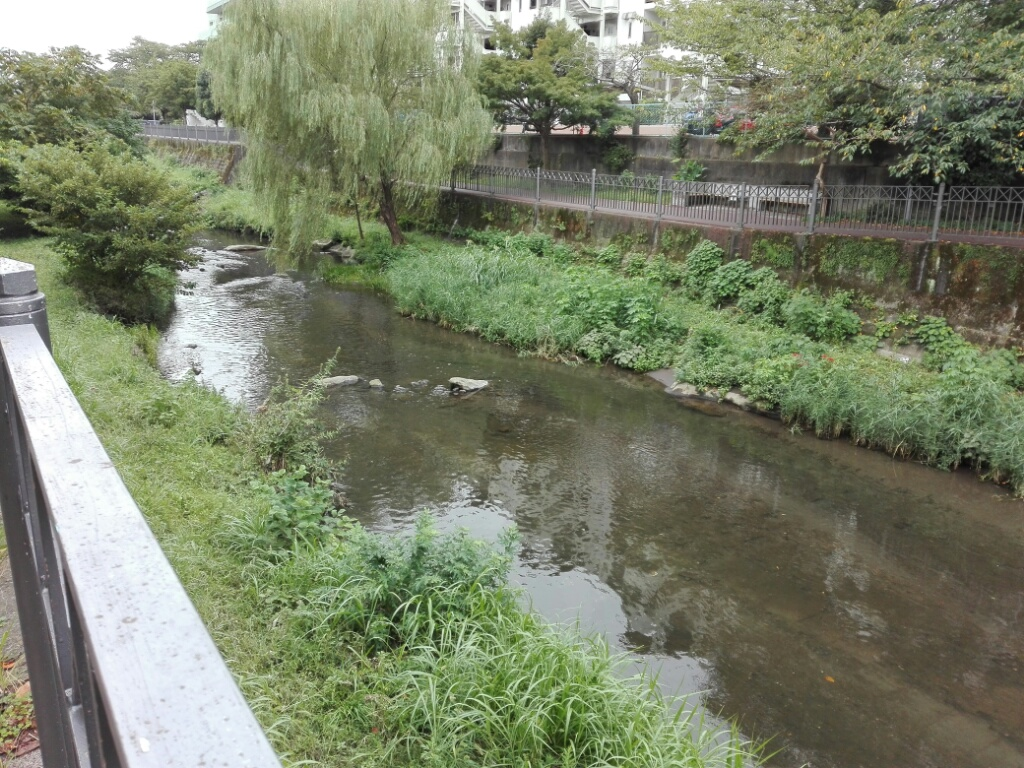
㹨川 2017年9月撮影

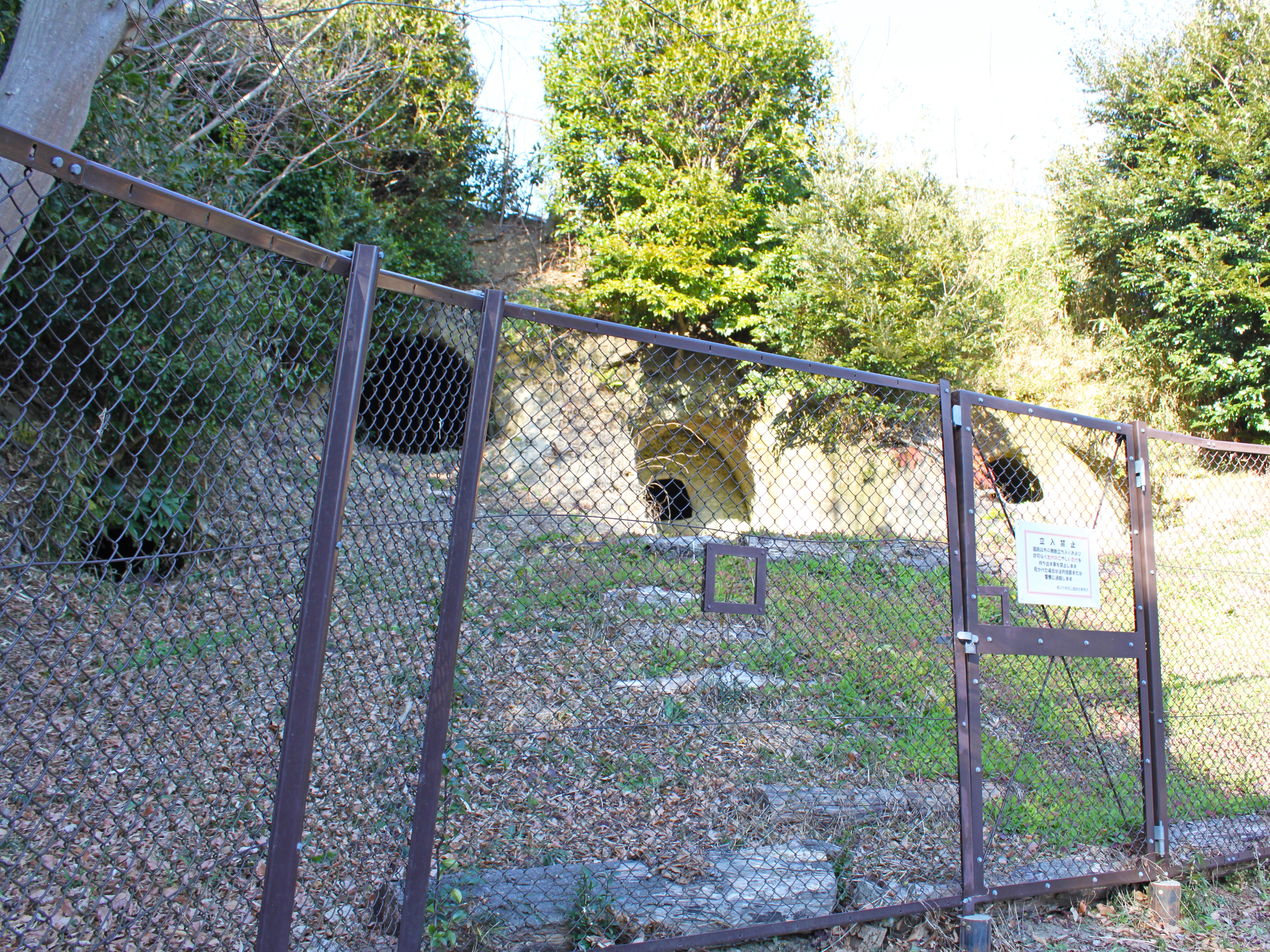
㹨川流域横穴墓群の1つ宮ノ前横穴墓群（神奈川県横浜市栄区鍛冶ケ谷）

㹨川流域横穴墓群（いたちがわりゅういきよこあなぼぐん）とは、神奈川県横浜市栄区を流れる㹨川をとりまく山々に存在していた幾つもの横穴墓群遺跡の総称。「鎌倉型横穴墓（鍛冶ヶ谷式横穴墓）」という独特な形の横穴が特徴だったが、今も存在するのは七石山横穴墓群など少しだけになった。

## 概要
神奈川県では、古墳時代から奈良時代始めまで、山の斜面に洞窟型墓地である『横穴墓群』が多く造られた。県東南部の㹨川の流れる地域は、横浜市と鎌倉市境の山深い丘陵地だが、この山々の斜面にも横穴墓が掘られた。
このあたりの横穴墓の特徴は、遺体の安置場である玄室の奥に、さらに棚のような「棺室」を掘り造った「鎌倉型横穴墓」というタイプである。
㹨川の流域には（「鎌倉型」でない横穴も多少混在するが）、かつては約20群200基以上という膨大な横穴墓群が存在した。

## 㹨川流域横穴墓群の例
- 飯島町殿谷横穴墓群
- 滝ヶ久保横穴墓群
- 関山横穴墓群
- 七石山横穴墓群
- 旧本郷小学校裏横穴墓群
- 桂町B横穴墓群
- 正翁寺墓地裏横穴墓群
- 中居丸山横穴墓群
- 宮ノ前横穴墓群
- 東谷横穴墓群
- 大橋谷横穴墓群
- 上本郷あぶな谷横穴墓群
- 松ヶ崎横穴墓群（※港南区）
- ひこしヶ谷横穴墓群

今現在、存在しないものも列挙したが、七石山横穴墓群・宮ノ前横穴墓群・中居丸山横穴墓群・正翁寺墓地裏横穴墓群・松ヶ崎横穴墓群・ひこしヶ谷横穴墓群などは今もある。

## 詳しく載っている本
- 鵠沼女子高等学校地歴研究部 『横浜市戸塚区㹨川流域の横穴群について』1964年（昭和39年）3月20日発行

## 参考資料
- 栄の歴史編集委員会『栄の歴史』栄区地域振興課 2013年（平成25年）3月発行
- 埋蔵文化財センター（横浜市）『埋文よこはま31号（㹨川流域の横穴墓群）』2015年（平成27年）3月20日発行
- 埋蔵文化財センター（横浜市）『栄区の重要遺跡』2015年（平成27年）11月13日発行